# 皮拉罕人
皮拉罕人（葡萄牙語：Pirarrãs、皮拉哈人）是巴西亞馬遜地區的一個過著狩獵─採集生活的原住民部族，他們主要居於麥西河（葡萄牙語：rio Maici）沿岸地區。目前其總人口大約有360人，比起之前數十年，其人口已大幅地減少，而他們的文化目前處於絕滅的危險當中。皮拉罕人不以「皮拉罕」這個詞稱呼自身，而以Hi'aiti'ihi稱呼自身，此字的意思大略為「正直的人」。
皮拉罕人說皮拉罕語，這個語言對他們的族群認同和文化而言是非常重要的。皮拉罕人可以用口哨吹出他們的語言，而用口哨出這點也是他們的男人在叢林裡打獵時的溝通方法。

## 民族特性
人類語言學家丹尼爾·艾佛特(Daniel Everett)教授首先對皮拉罕語的語法進行研究和紀錄。皮拉罕人的文化和語言具有幾個獨一無二的特性，這些被爭辯的特性已被講述，其中部份如下：
- 據目前皮拉罕人已提供給研究人員的資料，他們的文化只關注與個人直接經驗相關的事物，因此在活人記憶外不存在有所謂的歷史。
- 皮拉罕人有著已知最為簡單的親屬系統，這個親屬系統的關係最遠溯及於生物學上的兄弟姊妹而已。
- 皮拉罕人有著非常少數的藝術品，其所呈現出來的藝術品，多半是項鍊和被畫出來的棒狀人物，這些東西主要被用以擋開惡靈。
- 皮拉罕人信仰所謂的「靈」。皮拉罕人的「靈」可以是美洲虎、樹木，或其他可見的、實體的事物。
- 皮拉罕人在一整個晝夜的循環當中，分多次小睡十五分鐘到兩個小時，他們很少睡整晚的。
- 皮拉罕人經常在想變得tigisái（意即「硬的」）的方面，而非食物的需求方面，感到「饑餓」。

## 語言特點
主條目：皮拉罕語
- 皮拉罕人不數數，而他們的語言也沒有任何形容精確數量的詞。雖然努力地對他們進行教導，但一些像哥倫比亞大學的皮特‧哥登(Peter Gordon)等的研究者宣稱皮拉罕人沒有學習數相關事物的能力。但他的同事丹尼爾‧艾佛特教授卻認為皮拉罕人有學習算術的認知能力，他們只是選擇不這樣做而已。
- 有猜想認為皮拉罕語全套的人稱代詞系統（可能是已知語言當中最簡單的）是最近從圖皮─瓜拉尼語言（英语：Tupí-Guaraní languages）借來的，因此在此之前這個語言可能沒有人稱代詞。但語言學家意識到了這個說法的問題，他們注意到對於皮拉罕語在較早期的階段缺乏人稱代詞這回事，沒有歷史比較語言學的證據來支持。但就算皮拉罕語在較早期的階段有人稱代詞，這並不影響艾佛特對於其人稱代詞系統非常地簡單的這點宣稱。少數在皮拉罕語的字彙當中屬於來自那個區域的圖皮─瓜拉尼語言的借詞，更容易受到借詞的影響（像例如描述文化上事物的詞），縱然其語言有著一些詞事實上指稱不同種類的動植物亦然(這或許指明了皮拉罕文化並非在他們的現居地發源的)。因此就算所有皮拉罕語代詞是借來的這個想法依舊只是個就算成立也會非常是個不尋常例子的猜想，它也不會是空前的。
- 皮拉罕語不具有顏色的指稱這點是具爭議性的。皮拉罕語不存在有無法再進一步分解的顏色詞；所有被紀錄下來指稱顏色的字眼，如bi³i¹sai（意即「似血的」）並不是那麼地不常見。
- 有人宣稱他們的語言不存在關係子句或語法上的遞歸結構，但這點依舊不太清楚。不過若這個語言確實缺乏遞歸結構的話，那此點將會是喬姆斯基理論的反例，而豪瑟(Hauser)與費奇(Fitch)在2002年指出遞歸結構是人類語言當中，具決定性且獨特的一種特性。
- 它的七子音和三母音音素是所有已知語言當中最少的之一（另請參見羅托卡特語和夏威夷語的介紹）。

### 其他閱讀資料
- Gordon, Peter. . Science. 2004, 306 (5695): 496–9.
- Everett, Daniel.  (PDF). Current Anthropology. 2005, 46 (4): 621–46  [2008-04-17]. （原始内容 (PDF)存档于2007-03-25）.
- Nevins, Andrew Ira, David Pesetsky, Cilene Rodrigues, "Pirahã Exceptionality: a Reassessment" （页面存档备份，存于）
- Everett, Daniel "Cultural Constraints on Grammar in PIRAHÃ: A Reply to Nevins, Pesetsky, and Rodrigues (2007)" （页面存档备份，存于）
- Hauser, M.; Chomsky, N. & Fitch, W. T. . Science. 2002, (298): 1569–79.
- Rafaela von Bredow. . Spiegel Online. May 3, 2006.
- Article appearing in "The Globe and Mail" （页面存档备份，存于）
- Guardian article: What happens when you can't count past four? （页面存档备份，存于）
- The Pirahã people
- Language may shape human thought （页面存档备份，存于） New Scientist article (19th August 2004)
- A people lost for words （页面存档备份，存于）  New Scientist article (18th March 2006)
- Life without numbers （页面存档备份，存于）
- The Independent article (7 May 2006) （页面存档备份，存于）
- The Interpreter （页面存档备份，存于） in the New Yorker (16 April 2007); a lengthy article about the Pirahã and Daniel Everett's work with them
  - Slideshow Archive.today的存檔，存档日期2013-01-04 accompanying the article (16 April 2007)]
- The Piraha challenge: an Amazonian tribe takes grammar to a strange place （页面存档备份，存于） Science News, December 10, 2005
- Recursion and Human Thought: Why the Piraha don't have numbers （页面存档备份，存于）

## 外部連結
- Indigenous Peoples in Brazil - Pirahã （页面存档备份，存于）
- Documenting Endangered Languages: The View from the Brazilian Amazon （页面存档备份，存于） PDF print of Everett (2006).